# هیلکا ریهیووری

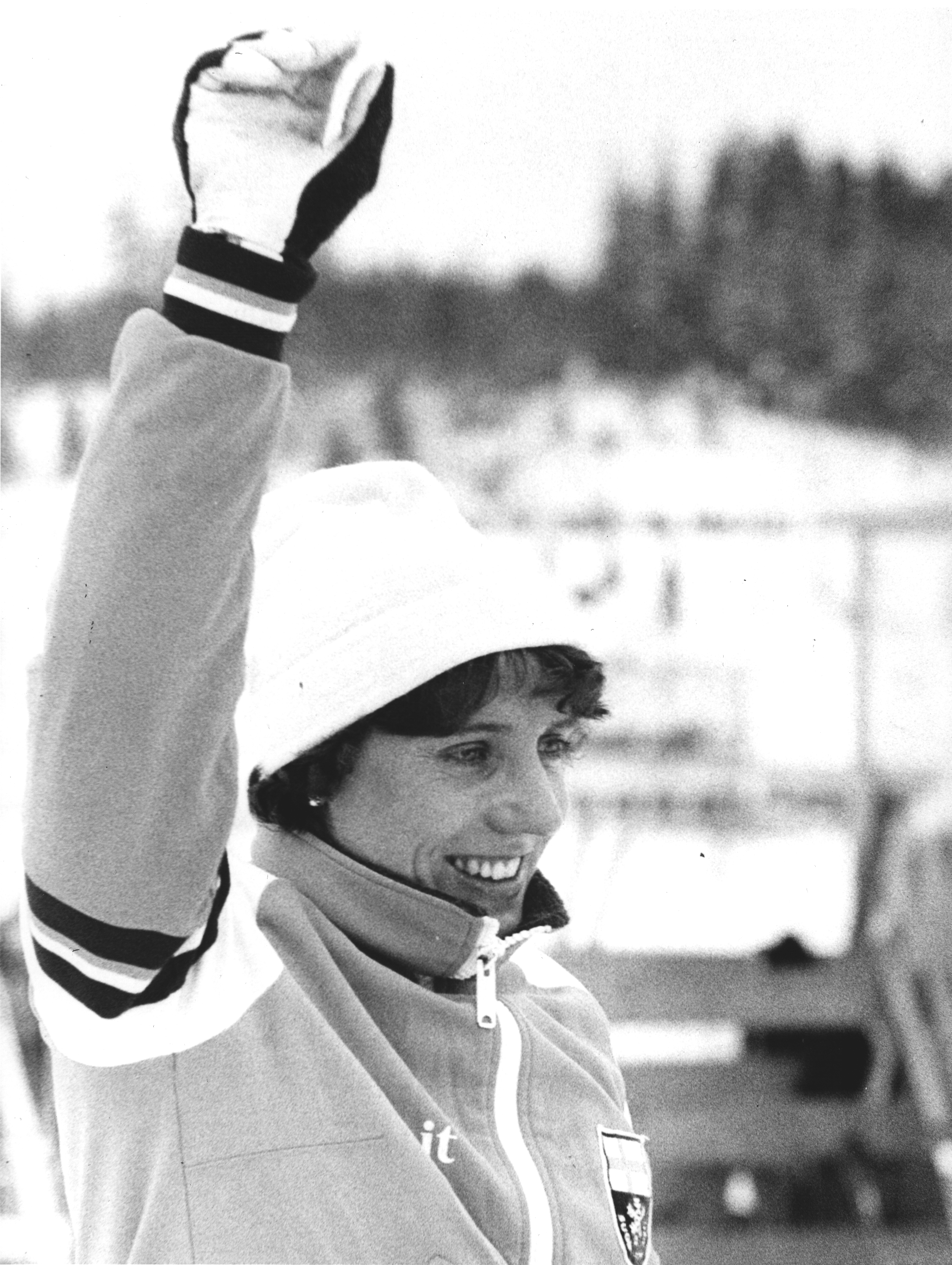
هیلکا ریهیووری

هیلکّا ریهی‌ووئوری (فنلاندی: Hilkka Riihivuori؛ زادهٔ ۲۴ دسامبر ۱۹۵۲) اسکی‌باز صحرانوردی زن اهل فنلاند بود.